# Cantonul Iholdy
Cantonul Iholdy este un canton din arondismentul Bayonne, departamentul Pyrénées-Atlantiques, regiunea Aquitania, Franța.

## Comune
- Arhansus
- Armendarits
- Bunus
- Hélette
- Hosta
- Ibarrolle
- Iholdy (reședință)
- Irissarry
- Juxue
- Lantabat
- Larceveau-Arros-Cibits
- Ostabat-Asme
- Saint-Just-Ibarre
- Suhescun